# Риго, Гаранс
Гаранс Риго (фр. Garance Rigaud; 11 декабря 1999) — французская спортсменка, тяжелоатлетка, чемпионка Европы 2025 года.

## Биография
Гаранс Риго с 2014 года принимает участие в международных состязаниях по тяжёлой атлетике. В 2021 году дебютировала на взрослом чемпионате Европы в весовой категории до 55 кг. Заняла итоговое 12-е место с результатом 180 кг по сумме двух упражнений. В этом же году дебютировала и на взрослом чемпионате мира, где заняла седьмое место в весовой категории до 55 кг с результатом 193 кг.
В 2023 году на чемпионате Европы в Ереване смогла занять высокое четвёртое место в категории до 59 кг с результатом 203 кг по сумме двух упражнений. В 2024 году на чемпионате мира в Манаме в категории до 55 кг стала четвёртой с результатом 201 кг.
На чемпионате Европы 2025 года в Кишинёве в весовой категории до 55 кг завоевала золотую медаль с итоговым результатом 205 кг. В отдельных упражнениях «рывок» она завоевала малые серебряные медали.

## Достижения
Чемпионат Европы
| Результат | Вес      | Год  | Место соревнований | Рывок | Толчок | Общий вес |
| Золото    | до 55 кг | 2025 | Кишинёв, Молдова   | 92,0  | 113,0  | 205,0     |